# OFC Champions League
Giải đấu OFC Champions League (O-League), là giải bóng đá của các câu lạc bộ hàng đầu châu Đại Dương. Nó được tổ chức bởi OFC, liên đoàn bóng đá Châu Đại Dương. Giải đấu này đã được tổ chức từ năm 2007 dưới hình thức hiện tại, trước đây là giải Oceania Club Championship. 8 danh hiệu O-League đã được trao cho các đội đến từ New Zealand và một chức vô địch của một đội bóng đến từ nước khác, Hekari United của Papua New Guinea, đội đã giành chiến thắng trong mùa giải tháng 2009/2010 sau khi đánh bại đội New Zealand Waitakere United và cũng trở thành đội Thái Bình Dương đầu tiên đã giành được nó.
Trong mùa 2014-2015, giải đấu đã được tài trợ bởi Fiji Airways, do đó đổi tên giải đấu là Air Pacific OFC Champions League. [1] Danh hiệu cho giải đấu OFC được làm bằng bạc ở London và sáng chế bởi Thomas Lyte, được trao cho đội chiến thắng sau mỗi mùa giải. [2]

## Lịch sử
Lúc đầu, giải đấu này được tiến hành như một trận đấu playoff duy nhất giữa nhà vô địch của New Zealand và Úc. Giải đấu đã được tổ chức vào năm 1987 và Adelaide City giành được chiến thắng ở mùa giải khai mạc. Sau đó giải đấu tạm dừng 12 năm cho đến khi OFC tổ chức giải đấu lần tiếp theo. Tháng 1/1999, OFC Club Championship được tổ chức tại thành phố  Nadi và Lautoka của Fiji. 9 đội tham gia, với đội Úc South Melbourne giành chức vô địch. Họ cũng đủ điều kiện để tham dự FIFA Club World Cup vào năm tới được tổ chức hai năm sau đó. Wollongong Wolves giành được danh hiệu đánh bại đại diện Vanuatu là Tafea trong trận chung kết mùa giải 2001. Hai phiên bản được giữ dưới tên này và định dạng, với Sydney và Auckland City danh hiệu chiến thắng. OFC quyết định thay đổi hình thức thi đấu và tên, kể từ năm 2007, giải đấu chính thức được gọi là OFC Champions League.
Oceania Club Championship đã được chơi trên một hoặc hai địa điểm, trong một nước chủ nhà. Nó được chơi với hai hoặc ba nhóm với các hình thức thi đấu vòng loại, bán kết và chung kết. Giải đấu thường kéo dài khoảng 10 ngày, với các trận đấu được chơi mỗi 2 ngày.
OFC quyết định thay đổi hình thức cạnh tranh, để làm cho đối thủ cạnh tranh chính của giải thú vị hơn và quan trọng hơn đối với các câu lạc bộ cạnh tranh. Hai mùa giải đầu tiên diễn ra theo thể thức cạnh tranh giữa hai nhóm ba đội từng lượt, và từ các phiên bản thứ ba trở đi nó bao gồm hai nhóm của mỗi bốn đội. Nhóm chiến thắng tiến đến trận chung kết, chơi ở hình thức trận playoff đôi, đội chiến thắng đi tiếp. Không giống như các hình thức thi đấu trước đây của nó, O-League kéo dài hơn một năm rưỡi, bắt đầu vào tháng 10 năm nay và kết thúc vào tháng 4 năm sau. Đội chiến thắng O-League đủ điều kiện lên FIFA Club World Cup, bước vào cuộc cạnh tranh trong vòng playoff. Đối với các mùa giải 2012-13 O-League thay đổi định dạng của nó với sự ra đời của giai đoạn vòng loại, với các nhà vô địch của bốn liên đoàn yếu nhất cạnh tranh cho một vị trí đá play-off với đại diện của đất nước với những kỷ lục tồi tệ nhất từ các giải đấu trước đó. Sau đó liên đoàn lên kế hoạch và thay đổi định dạng cho các giải đấu chính vững thi được diễn ra giữa tháng ba và tháng 5 năm 2013 với sự giới thiệu của sân khấu bán kết và chung kết phát trên địa điểm trung lập. Đầu O-League chỉ có một lượt cuối cùng được chơi ở Auckland, và là thức O-League đầu tiên giữa hai đội đến từ cùng một nước, với Auckland City đánh bại Waitakere United để giành danh hiệu thứ năm của mình. OFC Champions League chứng kiến một sự thay đổi cho mùa giải 2013-14 với giai đoạn nhóm chơi vào vị trí được xác định trước với cơ sở bán kết và chung kết thi đấu trên sân nhà và sân khách. Fiji được chọn là chủ nhà. giai đoạn sơ bộ đã được đóng sáu tháng trước khi bắt đầu vòng bảng, và đội chiến thắng bước vào vòng đấu bảng. Bắt đầu từ năm 2014, cả hai đội tham gia trận chung kết của OFC Champions League cũng sẽ tham gia OFC President's Cup, một giải đấu giao hữu của OFC tổ chức.

## Tương lai
Giải đấu đã được gợi ý dựa trên Wellington-base của Úc là A-League Club, Wellington Phoenix, nên tham gia vào các O-League. Điều này là không thể xảy ra bởi vì, dù đã được trụ sở tại New Zealand, Wellington Phoenix là một đội kỹ thuật Úc. Cầu thủ của họ đều được đăng ký với Liên đoàn bóng đá Úc là một phần của Liên đoàn bóng đá châu Á.

## Hồ sơ  và thống kê
Bài chi tiết: các hồ sơ, thống kê Oceania Club Championship và OFC Champions League

## Chung kết

#### Kỷ nguyên Oceania Club Championship
| Mùa giải | Vô địch           | Tỷ số         | Á quân                      | Địa điểm                           | Khán giả | Số đội | Số quốc gia |
| -------- | ----------------- | ------------- | --------------------------- | ---------------------------------- | -------- | ------ | ----------- |
| 1987     | Adelaide City     | 1-1 (4-1 pen) | University-Mount Wellington | Hindmarsh Stadium, Adelaide        | 3500     | 9      | 9           |
| 1999     | South Melbourne   | 5-1           | Nadi                        | Prince Charles Park, Nadi          | 10.000   | 9      | 9           |
| 2001     | Wollongong Wolves | 1-0           | Tafea                       | Lloyd Robson Stadium, Port Moresby | 3.000    | 11     | 11          |
| 2005     | Sydney FC         | 2-0           | AS Magenta                  | Stade Pater, Papeete               | 4.000    | 13     | 12          |
| 2006     | Auckland City     | 3-1           | AS Pirae                    | North Harbour Stadium, Auckland    | 2.000    | 11     | 10          |

#### Kỷ nguyên OFC Champions League
| Mùa giải  | Vô địch                                                         | Tỷ số                                                           | Á quân                                                          | Địa điểm                                                        | Khán giả                                                        | Số đội                                                          | Số quốc gia                                                     |
| --------- | --------------------------------------------------------------- | --------------------------------------------------------------- | --------------------------------------------------------------- | --------------------------------------------------------------- | --------------------------------------------------------------- | --------------------------------------------------------------- | --------------------------------------------------------------- |
| 2007      | Waitakere United                                                | 2-1 0-1 (2-2)(btsk)                                             | Ba                                                              | Govind Park, Ba Mt Smart Stadium, Auckland                      | 10.000 9.000                                                    | 6                                                               | 5                                                               |
| 2007-2008 | Waitakere United                                                | 1-3 5-0 (6-3)                                                   | Kossa                                                           | Lawson Tama Stadium, Honiara Trusts Stadium, Waitakere City     | 20.000 6.000                                                    | 9                                                               | 8                                                               |
| 2008-2009 | Auckland City                                                   | 7-2 2-2 (9-4)                                                   | Koloale                                                         | Lawson Tama Stadium, Honiara Kiwitea Street, Auckland           | 20.000 1.250                                                    | 6                                                               | 6                                                               |
| 2009-2010 | Hekari United                                                   | 3-0 1-2 (4-2)                                                   | Waitakere United                                                | PMRL Stadium, Port Moresby Fred Taylor Park, Auckland           | 15.000 3.000                                                    | 8                                                               | 7                                                               |
| 2010-2011 | Auckland City                                                   | 2-1 4-0 (6-1)                                                   | Amicale                                                         | Municipal Stadium, Port Vila Kiwitea Street, Auckland           | 7.925 3.000                                                     | 8                                                               | 7                                                               |
| 2011-2012 | Auckland City                                                   | 2-1 1-0 (3-1)                                                   | AS Tefana                                                       | Kiwitea Street, Auckland Stade Louis Ganivet, Faaa              | 1.500 1.900                                                     | 8                                                               | 7                                                               |
| 2012-2013 | Auckland City                                                   | 2-1                                                             | Waitakere United                                                | Mount Smart Stadium, Auckland                                   | 3.000                                                           | 12                                                              | 11                                                              |
| 2013-2014 | Auckland City                                                   | 1-1 2-1 (3-2)                                                   | Amicale                                                         | Municipal Stadium, Port Vila Kiwitea Street, Auckland           | 10.000 3.000                                                    | 15                                                              | 11                                                              |
| 2014-2015 | Auckland City                                                   | 1-1 (4-3) (pen)                                                 | Team Wellington                                                 | National Stadium, Suva                                          | 3.000                                                           | 15                                                              | 11                                                              |
| 2016      | Auckland City                                                   | 3-0                                                             | Team Wellington                                                 | QBE Stadium, Auckland                                           | 1.500                                                           | 15                                                              | 11                                                              |
| 2017      | Auckland City                                                   | 3-0 2-0 (5-0)                                                   | Team Wellington                                                 | Kiwitea Street, Auckland David Farrington Park, Wellington      |                                                                 | 18                                                              | 11                                                              |
| 2018      | Team Wellington                                                 | 6-0 4-3 (10-3)                                                  | Lautoka                                                         | David Farrington Park, Wellington Churchill Park, Lautoka       |                                                                 | 18                                                              | 11                                                              |
| 2019      | Hienghène Sport                                                 | 1–0                                                             | AS Magenta                                                      | Stade Numa-Daly Magenta, Nouméa                                 | 7,000                                                           | 18                                                              | 11                                                              |
| 2020      | Giải đấu bị dừng lại vì đại dịch COVID-19 ở Châu Đại Dương      | Giải đấu bị dừng lại vì đại dịch COVID-19 ở Châu Đại Dương      | Giải đấu bị dừng lại vì đại dịch COVID-19 ở Châu Đại Dương      | Giải đấu bị dừng lại vì đại dịch COVID-19 ở Châu Đại Dương      | Giải đấu bị dừng lại vì đại dịch COVID-19 ở Châu Đại Dương      | Giải đấu bị dừng lại vì đại dịch COVID-19 ở Châu Đại Dương      | Giải đấu bị dừng lại vì đại dịch COVID-19 ở Châu Đại Dương      |
| 2021      | Không có giải đấu lần nào vì đại dịch COVID-19 ở Châu Đại Dương | Không có giải đấu lần nào vì đại dịch COVID-19 ở Châu Đại Dương | Không có giải đấu lần nào vì đại dịch COVID-19 ở Châu Đại Dương | Không có giải đấu lần nào vì đại dịch COVID-19 ở Châu Đại Dương | Không có giải đấu lần nào vì đại dịch COVID-19 ở Châu Đại Dương | Không có giải đấu lần nào vì đại dịch COVID-19 ở Châu Đại Dương | Không có giải đấu lần nào vì đại dịch COVID-19 ở Châu Đại Dương |

## Hiệu suất của câu lạc bộ
Những đội từng vô địch: [3] [4]
| Đội                         | Số lần vô địch | Số lần á quân | Năm vô địch                                         | Năm á quân      |
| Auckland City               | 9              | _             | 2006, 2009, 2011, 2012, 2013, 2014, 2015, 2016,2017 | _               |
| Waitakere United            | 2              | 2             | 2007, 2008                                          | 2010, 2013      |
| Hekari United               | 1              | _             | 2010                                                | _               |
| Sydney FC                   | 1              | _             | 2005                                                | _               |
| Wollongong Wolves           | 1              | _             | 2001                                                | _               |
| South Melbourne             | 1              | _             | 1999                                                | _               |
| Adelaide City               | 1              | _             | 1987                                                | _               |
| Team Wellington             | 1              | 2             | 2018                                                | 2015, 2016,2017 |
| Amicale                     | _              | 2             | _                                                   | 2011, 2014      |
| --------------------------- | -------------- | ------------- | --------------------------------------------------- | --------------- |
| Tefana                      | _              | 1             | _                                                   | 2012            |
| Koloale                     | _              | 1             | _                                                   | 2009            |
| Kossa                       | _              | 1             | _                                                   | 2008            |
| Ba                          | _              | 1             | _                                                   | 2007            |
| Pirae                       | _              | 1             | _                                                   | 2006            |
| Magenta                     | _              | 1             | _                                                   | 2005            |
| Tafea                       | _              | 1             | _                                                   | 2001            |
| Nadi                        | _              | 1             | _                                                   | 1999            |
| University-Mount Wellington | _              | 1             | _                                                   | 1987            |
| Lautoka                     | _              | 1             | _                                                   | 2018            |

Hiệu suất của quốc gia [sửa]
| Quốc gia         | Số lần vô địch | Số lần á quân |
| ---------------- | -------------- | ------------- |
| New Zealand      | 12             | 6             |
| Úc               | 4              | _             |
| Papua New Guinea | 1              | _             |
| Vanuatu          | _              | 3             |
| Tahiti           | _              | 2             |
| Fiji             | _              | 3             |
| Quần đảo Solomon | _              | 2             |
| New Caledonia    | _              | 1             |